# Редько Федір Андрійович
Фе́дір Андрі́йович Редько́ (1905  — 1981 ) — український історик і літературознавець. Народний комісар освіти УРСР у 1939—1940 роках. Член ЦК КП(б)У в 1940—1949 роках.

## Біографія
Народився 1905 року.
Закінчив Київський педагогічний інститут[джерело?].
Член ВКП(б) з 1926 року.
З квітня 1938 до квітня 1939 року — заступник народного комісара освіти Української РСР.
З 9 квітня 1939 по 28 травня 1940 року — народний комісар освіти Української РСР.
Наприкінці 1930-х років член редакційної колегії ювілейного, до 125-річчя, видання Кобзаря — повної збірки поезій Тараса Шевченка (разом із О. Корнійчуком, П. Тичиною, М. Рильським, Д. Копицею).
З 28 травня 1940 по 30 червня 1942 року — заступник голови Ради Народних Комісарів Української РСР.
Протягом 1943—1944 років доцент Редько працював ректором Челябінського педагогічного інституту.
В післявоєнний час, — від середини 1944 до 1949 року,— був ректором Полтавського педагогічного інституту. На той час мав вчене звання доцента.
Працюючи на посаді міністра освіти опублікував кілька статей з питань організації освіти:
- До нових перемог / Ф. А. Редько // Комуністична освіта. — 1939. — № 9. — С. 21–33.
- Іспити в школах / Ф. А. Редько // Комуністична освіта. — 1939. — № 7. — С. 3–12.
- Про практичну підготовку випускників середніх шкіл / Ф. А. Редько // Комуністична освіта. — 1939. — № 8. — С. 6–13.

Відома надрукована його праця «Німецька колонізаційна агресія на Україні».
Директор Чернівецького учительського інституту (1949—1955).
Помер 1981 року.